# Convento de San Benito (La Guardia)
El Convento de San Benito de La Guardia es un monasterio, construido entre 1558 y 1561 como Mosteiro de la Transfiguración del Señor en el municipio de La Guardia, Pontevedra.

## Historia

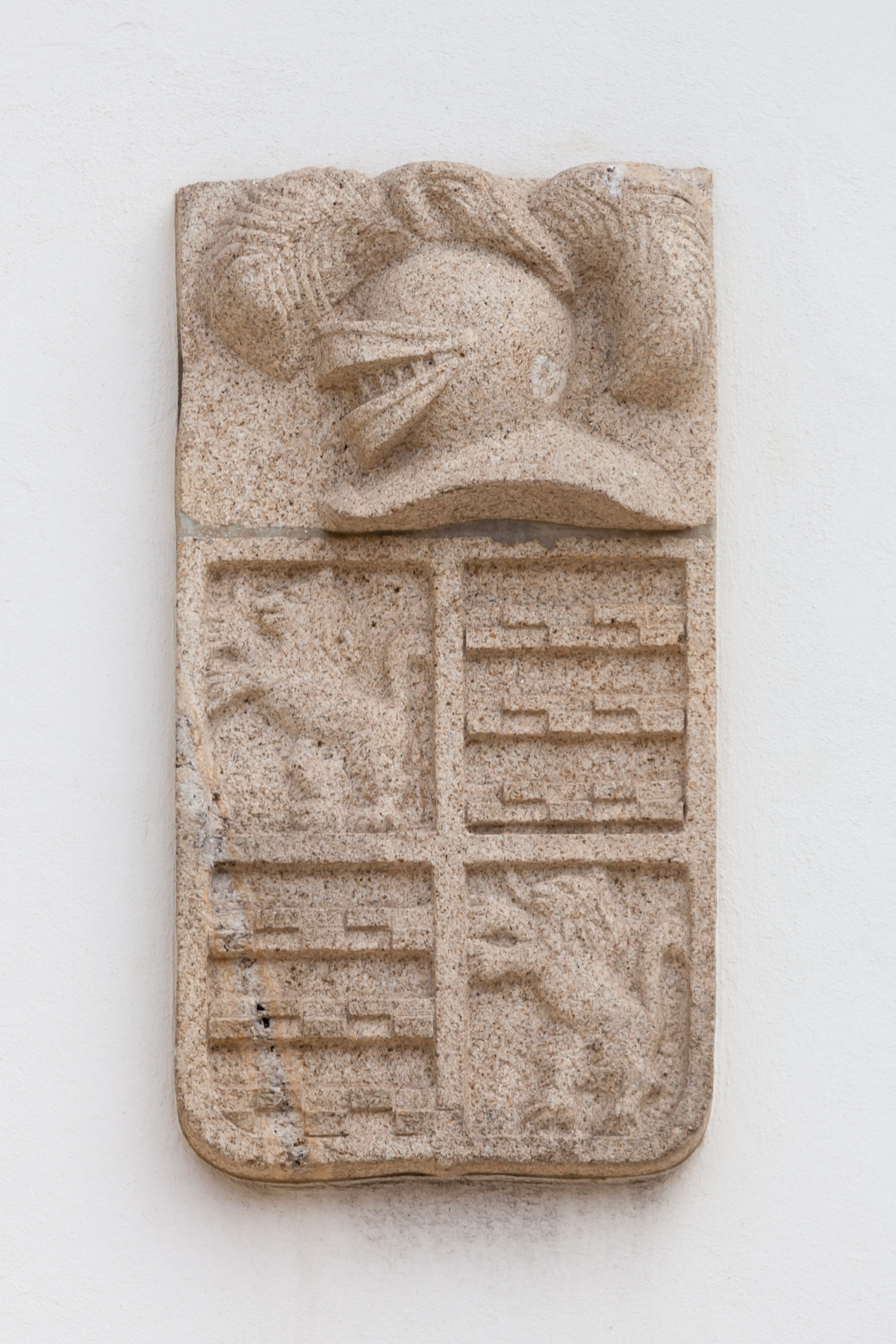
Escudo en la fachada

Fue fundado por cuatro hermanos, naturales del Señorío de Teáns, Salvatierra de Miño, bisnietos de Pedro Madruga: Álvaro, García, Isabel y María Ozores de Sotomayor. La carta fundacional, firmada por el nuncio de Pío IV en Portugal, es del 7 de septiembre de 1561 y la inauguración fue seis años después, el 5 de agosto de 1567, presidida por el Obispo de Tuy, Diego de Torquemada.
El edificio sufrió una reforma importante en el siglo XVIII, la iglesia tiene un retablo sencillo, presidido por el santo, y una portada barroca en la puerta norte.
La comunidad benedictina ocupó el convento hasta 1984, durante 417 años. Desde 1990 las instalaciones albergan un hotel y restaurante.